# Джеймс Гразіоплен
Джеймс Джозеф Гразіоплен (19 липня 1949) – Американський військовослужбовець у відставці, випускник Військової Академії США. Він дослужився до звання Генерал-майора у Армії США після виходу на пенсію у січні 2005 року. Після армійського розслідування, яке було проведено у 2015 році, його звинувачували у інцесті та численних замахах на згвалтування неповнолітніх, рішення Апеляційного суду Сполучених Штатів щодо Збройних Сил наклало п’ятирічний термін давності щодо зґвалтування і призвело до припинення справи. В грудні 2018 року, йому було пред'явлено звинувачення прокурорами Вірджинії. Суддя заперечив заставу Гразіоплена та заявив, що він буде залишатися у в'язниці, поки він або ствердно не доведе свою невинуватість або визнає вину, в цей момент він буде переведений із в'язниці до тюремної системи Співдружності.

## Раннє життя та освіта
Гразіоплен народився у місті Батавія, Нью-Йорк, та відвідував Вищу школу Нотр Дам.
В 1967 році, він був призначений до Військової Академії Сполучених Штатів від Конгресмена Барбера Конабла. Перебуваючи у Вест-Пойнті, Гразіоплен сконструював гребінь класу 1971 року, який прикрашає класні кільця всіх курсантів, які  випускалися того року.

## Військова кар'єра

### Призначення
В березні 1972 року, Гразіоплен був призначений на посаду другого лейтенанта у Відділі Озброєння Армії США. Він служив там аж до січня 2005 року, пішовши на пенсію зі званням генерал-майора.

### Нагороди та відзнаки
|  | Значок старшого парашутиста                                            |
|  | Легіон заслуги                                                         |
|  | Медаль за заслугу (з двома бронзовими дубовими скупченнями )           |
|  | Армійська Почесна медаль (з одним бронзовим скупченням дубового листя) |
|  | Медаль за досягнення армії                                             |
|  | Медаль Національної служби оборони (з двома бронзовими зірками )       |
|  | Армійська службова стрічка                                             |
|  | Зарубіжна службова стрічка (з номером нагороди 2)                      |

## Галерея

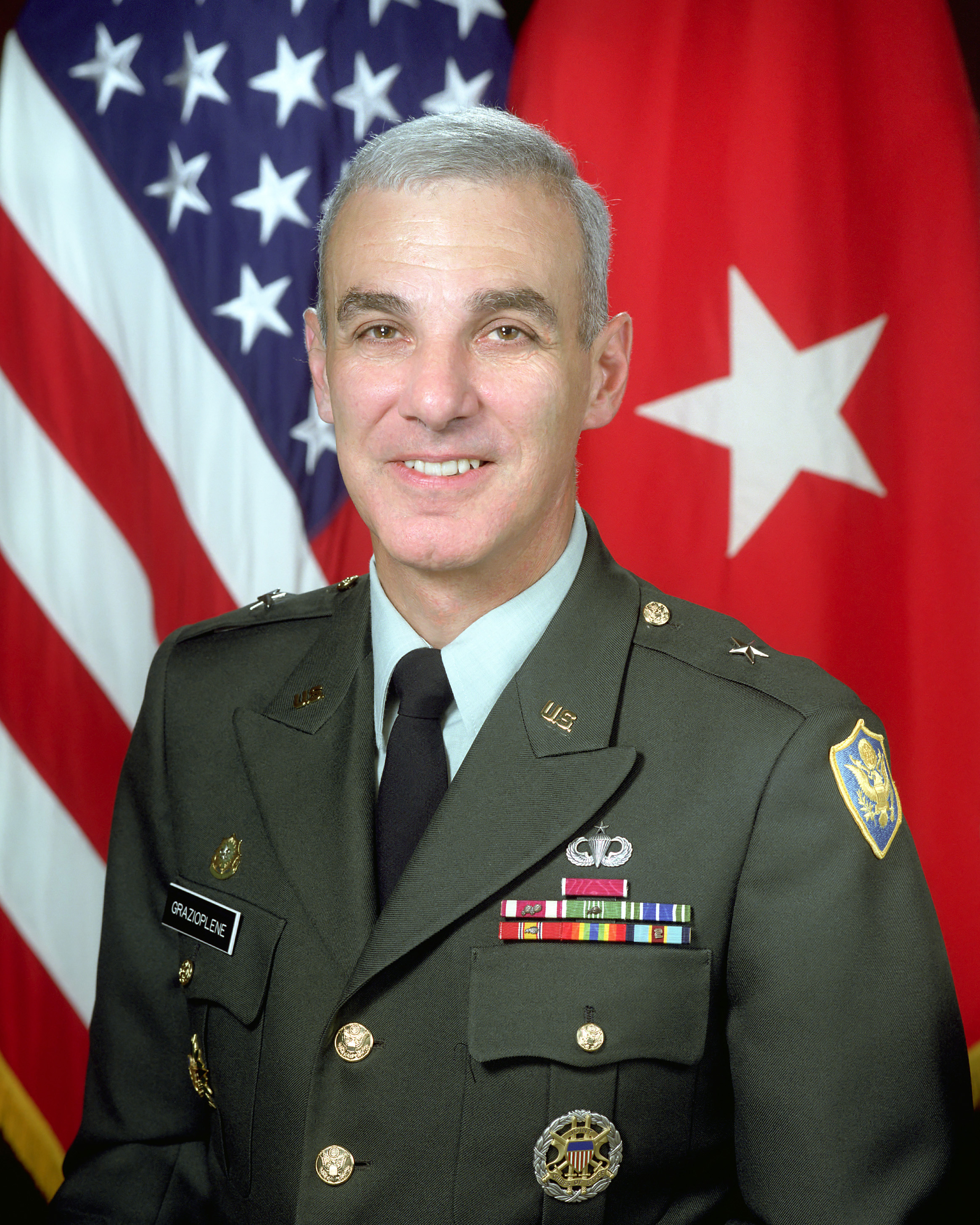
Б.Г. Граціоплен у 1997 році

## Переконання щодо жорстокого поводження з дітьми
Доньки Гразіоплена, Дженіфер Ельмор, першою у 2015 році офіційно заявила у армію, що її батько неодноразово знущався та гвалтував її протягом всього дитинства. Військові запустили розслідування та знайшли достатньо доказів для судового розгляду у  2017 році. Гразіоплен був звинувачений великими присяжними у графстві Принц Вільям у потрійному згвалтуванні, інцесті та непристойній свободі після чотирьохмісячного розслідування. Матір Дженіфер Ельмор, дружина відставного генерал-майора,  листи Анни-Марія Гразіоплен з деталізацією того, як вона  знайшла свого чоловіка, який готувався до сексуального насильства над донькою, були використані прокурорами як докази злочину. За два тижні до початку судового розгляду суд розпорядився військовим апеляційним судом, який встановив п'ятирічний термін позовної давності щодо сексуальних нападів у військових, якщо напад стався до 2006 року. Верховний суд прийняв звернення Міністерства Юстиції переглянути це рішення.  Граціоплен визнав свою вину за одне обвинувачення у  звабленні в обмін на 20 років  умовного терміну. Джеймс та Анна-Марія Гразіоплени залишилися одруженими.